# 线性组合
線性組合（英語：Linear combination）是線性代數中具有如下形式的表达式。其中{\displaystyle v_{i}}为任意类型的项，{\displaystyle a_{i}}为标量。這些純量稱為線性組合的係數或權。
{\displaystyle w=a_{1}v_{1}+a_{2}v_{2}+a_{3}v_{3}+\cdots +a_{n}v_{n}}

## 定義
{\displaystyle S}為一向量空間{\displaystyle V}（附於體{\displaystyle F}）的子集合。
如果存在有限多個向量屬於{\displaystyle S}，和對應的純量{\displaystyle a_{1},a_{2},\cdots ,a_{k}}屬於{\displaystyle F}，使得{\displaystyle v=a_{1}v_{1}+a_{2}v_{2}+a_{3}v_{3}+\cdots +a_{n}v_{n}}，則稱{\displaystyle v}是{\displaystyle S}的線性組合。
規定：{\displaystyle 0}向量是空集合的線性組合。

## 线性生成
S 為域 F 上向量空間 V 的子集合。
所有 S 的有限線性組合構成的集合，稱為 S 所生成的空間，記作 span(S)。
任何 S 所生成的空間必有以下的性質：
1. 是一個 V 的子空間（所以包含0向量）
2. 幾何上是直的，沒有彎曲（即，任兩個 span(S) 上的點連線延伸，所經過的點必也在 span(S) 上）

## 线性无关
对于一个向量集 S =｛v1,...,vn｝,
若向量空间中的单个向量可以写作两个不同的线性组合，
{\displaystyle v=\sum a_{i}v_{i}=\sum b_{i}v_{i}{\text{ where }}(a_{i})\neq (b_{i}).}
另一种表述方式是，如果将它们相减 ({\displaystyle c_{i}:=a_{i}-b_{i}}) ，得到一个纯量不全等于零的线性组合，而它的值为零：
{\displaystyle 0=\sum c_{i}v_{i}.}
那么v1,...,vn 称为“线性相关”；否则它们为线性无关。
若S是线性无关，而S的生成空间等于V，那么S是V的基。

## 仿射组合，锥组合及凸组合
仿射组合，锥组合和凸组合对线性组合的系数有一定的限制。
| 组合的种类 | 系数的限制                                                   | 集合名     | 样板空间                         |
| ---------- | ------------------------------------------------------------ | ---------- | -------------------------------- |
| 线性组合   | 无限制                                                       | 向量子空间 | {\displaystyle \mathbf {R} ^{n}} |
| 仿射组合   | {\displaystyle \sum a_{i}=1}                                 | 仿射子空间 | 仿射超平面                       |
| 锥组合     | {\displaystyle a_{i}\geq 0}                                  | 凸锥       | 象限或八分圆                     |
| 凸组合     | {\displaystyle a_{i}\geq 0} and {\displaystyle \sum a_{i}=1} | 凸集       | 单纯形                           |

因为这些组合的限制更加严格，所以在这些运算之下的闭合子集也更多。因此，仿射子集，凸锥，和凸集都是向量子空间的一般化形式。所有向量子空间都是仿射子空间，凸锥，也是凸集，但凸集不一定是向量子空间，仿射子空间，或凸锥。
这些概念的产生是由于对于一些特定的数学对象，人们可以采用某些线性组合，但并非任何线性组合：例如，概率分布在凸组合下是闭合的，并且它们形成一个凸集；但在锥组合，仿射组合，或线性组合下不是闭合的。正测度在锥组合下是闭合的，但在仿射或线性组合下不是。因此，我们将带正负符号的测度定义为它的线性闭包。
线性和仿射组合可以在任何域或环上定义，但锥组合和凸组合需要“正数”的概念，因此只能在有序域或有序环上定义，最常见的例子是实数。
如果仅允许乘以标量而不允许相加，则我们得到一个（不一定是凸的）圆锥；通常来说，定义中只允许乘以正标量。
所有这些概念通常都定义为环境向量空间的子集，而不是独立地由公理定义。仿射空间除外，因为仿射空间也可以看作“没有原点的向量空间”。